# Маргарита Орлеанская
Маргарита Орлеанская (фр. Marguerite d'Orléans; 13 декабря 1406 — 3 мая 1466) — графиня Вертю в 1420—1466 годах. Дочь Людовика Орлеанского и Валентины Висконти.

## Биография

### Семья
Маргарита была внучкой короля Карла V и племянницей короля Карла VI. Её мать была дочерью Джана Галеаццо Висконти, герцога Милана, и Изабеллы Французской, которая была дочерью короля Франции Иоанна II. Её братом был печально известный Карл, герцог Орлеанский, (отец будущего короля Франции Людовика XII), взятый в плен в битве при Азенкуре и заключённый в английскую тюрьму на двадцать пять лет. Во время своего долгого пленения он стал величайшим французским поэтом XV века.
В 1423 году она вышла замуж за Ришара Бретонского, сына герцога Бретани Жана IV и Жанны Наваррской, позже королевы Англии и супруги Генриха IV. Маргарита наследовала своему брату Филиппу как графиня де Вертю. У неё с Ришаром было семеро детей, из которых только двое, Франциск и Екатерина, оставили потомство. В 1458 году Франциск унаследовал Бретань от своего дяди Артура III.
Овдовевшая в 1438 году Маргарита долгое время жила в Лоншане и других монастырях со своими младшими дочерьми Маргаритой и Мадлен, родившейся уже после смерти своего отца. Она описывалась как очень набожная женщина.

### Графство д’Этамп
После смерти своего отца в 1407 году Маргарита унаследовала права на графство д’Этамп. В 1423 году она стала графиней, а её муж — графом, поскольку титул  был возвращён короной только после смерти её последнего действующего лорда Жана Беррийского в 1416 году. Тем не менее, права были оспорены тогдашним герцогом Бургундии Филиппом Добрым, который в 1419 году наследовал своему отцу Жану Бесстрашному после его убийства людьми дофина Карла.
Филипп вступил во владение и управлял графством лично до 1434 года (возможно, он отобрал его у Ришара в отмщение за смерть своего отца), после чего он передал его своему двоюродному брату Жану II, графу Невера. Жан II владел графством до сентября 1435 года, после чего оно было возвращено Ришару (который умер в 1438 году) бывшим дофином, ставшим к тому времени королём Франции Карлом VII. Новый король подтвердил свой дар покойному герцогу в официальных документах, представленных его вдове в 1442 году. Однако это решение было оспорено генеральным прокурором парламента, который заявил, что графство должно было отойти короне после смерти Ришара. Оно вновь было отобрано у сына Маргариты Франциска II в 1478 году, а в апреле следующего года сын короля Карла и его преемник, король Людовик XI, передал его Жану де Фуа, виконту Нарбонны, чья жена, Мария Орлеанская, была племянницей Маргариты и сестрой будущего короля Людовика XII.

### Дети
У Маргариты и Ришара было семеро детей:
- Мария (22 июня 1424 — 9 октября 1477), аббатиса Фонтевро с 1457 года до своей смерти
- Изабелла (2 февраля 1426 — 9 февраля 1438)
- Екатерина (28 мая 1428 — 22 июня 1476), с 19 августа 1438 года жена Гильома VII де Шалон-Арле, принца Оранского
- Франциск II (23 июня 1433 — 9 сентября 1488)
- сын (1436 — 19 декабря 1436)
- Маргарита (22 ноября 1437 — 1466), монахиня
- Мадлен (1 мая 1439 — 29 марта 1462), монахиня

## Часослов Маргариты Орлеанской
Маргариту запомнили благодаря созданному для неё часослову. Этот часослов, являющаяся одним из самых изысканных примеров французского иллюминирования XV века, была выполнена в несколько этапов, начиная с текста ещё в 1421 году. Её оформление выполнялось разнообразными художниками, которые черпали вдохновение из разных источников. Миниатюра, на которой Маргарита молится Богородице, послужила источником для исторической литографии Маргариты, опубликованной Дельпешем в 1820 году.